# Carrie Snodgress
Caroline Snodgress, coneguda com a Carrie Snodgress (Barrington, Illinois, 27 d'octubre de 1945 - Los Angeles, Califòrnia, 1 d'abril de 2004), va ser una actriu estatunidenca.

## Biografia
Snodgress va estudiar en l'institut Maine Township de la seva ciutat natal i, posteriorment, a la Universitat del Nord d'Illinois fins que va deixar els estudis per dedicar-se a la interpretació. Va anar a l'Escola Goodman d'Art Dramàtic de Chicago. Els seus primers treballs com a actriu professional van ser petites actuacions en sèries televisives fins que, el 1969, va debutar en Easy Rider i, un any després, actuaria al costat de James Caan en Rabbit Run.
El 1970, va participar en Diary of a Mad Housewife, amb la qual va ser nominada a un Oscar a la millor actriu i amb la qual va obtenir dos Globus d'Or en la mateixa categoria. Poc després, començaria una relació sentimental amb el cantant Neil Young i aparcaria la seva carrera momentàniament per criar el seu fill Zake, que va néixer amb el que semblava ser paràlisi cerebral fins que els metges que van atendre la criatura van atribuir la seva convalescència a un aneurisma. El 1978 va tornar a la pantalla gran amb La fúria.
Dos anys abans, va ser cridada per actuar amb Sylvester Stallone en Rocky.
El 1971, es traslladaria al costat del seu marit i fill a un ranxo del nord de Califòrnia per ajudar el fill en el seu tractament. Quatre anys després es va divorciar.
Posteriorment, iniciaria una relació tempestuosa amb el compositor Jack Nitzsche. El 1979, l'actriu el va denunciar per maltractaments i amenaces de mort. Després de reconèixer la seva culpabilitat, va ser sentenciat a tres anys.
El 1981, va fer el seu debut a Broadway amb A Couple White Chicks Sitting Around Talking. També va destacar amb All the Way Home, Oh!, What A Lovely War, Caesar and Cleopatra, Tartuffe, The Balcony and The Boor (totes les actuacions van ser en el Teatre Goodman) i Curse of the Starving Class (en el Teatre Tiffany de Los Angeles).
Entre la seva filmografia, destaquen títols com La llei de Murphy, White Man's Burden, El genet pàl·lid i Blue Sky.
L'1 d'abril de 2004 es va morir en un hospital de Los Angeles a causa d'un infart de miocardi mentre esperava un trasplantament de ronyó, ja que també patia insuficiència renal.

## Filmografia
Filmografia:
- 1969: Easy Rider de Dennis Hopper: Dona (no surt als crèdits)
- 1969: Silent Night, Lonely Night de Daniel Petrie: Janet
- 1970: The Forty-Eight Hour Mile de Gene Levitt: Diane / Janet
- 1970: Diary of a Mad Housewife de Frank Perry: Tina Balser
- 1970: Rabbit, Run de Jack Smight: Janice Angstrom
- 1971: The Impatient Heart de John Badham: Grace McCormack
- 1978: The Fury de Brian De Palma: Hester
- 1978: Love's Dark Ride de Delbert Mann: Nancy Warren
- 1979: Fast Friends de Steven Hilliard Stern: Diana Hayward
- 1979: The Solitary Man de John Llewellyn Moxey: Sharon Keyes
- 1980: The Attic de George Edwards: Louise Elmore
- 1982: Homework de James Beshears: Dr. Delingua
- 1982: Trick or Treats de Gary Graver: Joan O'Keefe Adams
- 1983: A Night in Heaven de John G. Avildsen: Mrs. Johnson
- 1984: Nadia d'Alan Cooke (TV): Stefania Comăneci
- 1985: Pale Rider de Clint Eastwood: Sarah Wheeler
- 1986: Murphy's Law de J. Lee Thompson: Joan Freeman
- 1986: L.A. Bad: Margot
- 1988: Blueberry Hill de Strathford Hamilton: Becca Dane
- 1989: Chill Factor de David McKenzie: Amy Carlisle
- 1991: Across the tracks: Rosemary Maloney
- 1993: The Ballad of Little Jo: Ruth Badger
- 1993: The X-Files (sèrie TV) (Temporada1, épisode 4): Darlene Morris
- 1994: 8 secondes (8 Seconds): Elsie Frost
- 1994: Blue Sky: Vera Johnson
- 1995: White Man's Burden: Josine
- 1996: All She Ever Wanted: Alma Winchester
- 1998: Urgences (sèrie TV)(Temporada4, episodi 22): Mrs. Lang
- 1998: Wild Things: Ruby
- 1999: Stranger in the Kingdom: Ruth Kinneson
- 2000: Ed Gein (In the Light of the Moon): Augusta W, Gein
- 2001: Bartleby: Book Publisher
- 2001: Vampirs del desert (The Forsaken): Ina Hamm
- 2004: Iron Jawed Angels de Katja von Garnier: Mrs. Paul

## Premis i nominacions
Premis
- 1971: Globus d'Or a la millor actriu musical o còmica, paper de Tina Balser a Diary of a Mad Housewife

Nominacions
- 1971: Oscar a la millor actriu, paper de Tina Balser a Diary of a Mad Housewife